# Assita Kanko
Assita Kanko (Godyr, Burkina Faso, 14 juli 1980) is een Belgische politica, eerst voor de MR en daarna voor de N-VA en is bekend vanwege haar persoonlijke getuigenis over vrouwelijke genitale verminking. Kanko zetelt sinds 2019 in het Europees Parlement.

## Biografie
Kanko groeide op in Burkina Faso en werd daar op de leeftijd van vijf jaar slachtoffer van genitale verminking ('besnijdenis'). Haar vader was een belezen leerkracht. Sinds de moord op president Thomas Sankara werd er bij hen in veel bedektere termen over politiek gesproken. Tussen 1998 en 2001, na de moord op de invloedrijke journalist Norbert Zongo, studeerde Kanko journalistiek en werd ze mensenrechtenactivist. In 2001 emigreerde Kanko naar Nederland en in 2004 naar België. Na enkele tijdelijke banen werkte ze vanaf 2005 als business operator bij de kartonverpakkingsproducent International Paper Europe. In 2008 kreeg ze de Belgische nationaliteit. Daarnaast legde ze zich toe op de strijd tegen vrouwelijke genitale verminking, gedwongen huwelijken en mensenrechtenschendingen en werkte ze daartoe onder meer samen met de AHA Foundation opgericht door Ayaan Hirsi Ali. 
In 2010 werd ze lid van de denktank Liberales en parlementair medewerker van Open Vld. Van 2011 tot 2015 werkte ze op de interne communicatiedienst van de bank BNP Paribas. In 2012 was ze voor de Franstalige liberale partij MR kandidaat bij de gemeenteraadsverkiezingen in Elsene en werd verkozen. In 2013 behaalde ze een master Internationale politiek bij Ceris. Van 2013 tot 2019 zetelde ze ook in de raad van bestuur van de Belgische Technische Coöperatie,  het latere Enabel. Ze werkte ook van januari tot maart 2018 als communicatiemedewerker op het kabinet van MR-minister Denis Ducarme en werd in 2017 Special Senior Advisor voor het Women Political Leaders Global Forum.
Ze besloot niet op te komen bij de lokale verkiezingen van oktober 2018 om zich beter te kunnen toeleggen op Polin, een in datzelfe jaar door haar opgerichte organisatie die streeft naar meer vrouwen in de politiek door middel van training en netwerkvorming.
In december 2018 sloot ze zich aan bij de N-VA. Ze kreeg de tweede plaats aangeboden op de lijst voor de Europese verkiezingen in 2019. Kanko raakte verkozen in het Europees Parlement met 85.950 voorkeurstemmen. In het Europees Parlement werd ze lid van de commissie Burgerlijke Vrijheden, Justitie en Binnenlandse Zaken, de subcommissie voor Mensenrechten en de delegatie voor de betrekkingen met de Verenigde Staten, alsook plaatsvervangend lid van de  commissie Buitenlandse Zaken en de subcommissie Veiligheid en Defensie. Bovendien werd ze aangesteld tot ondervoorzitter van de fractie van Europese Conservatieven en Hervormers (ECR).
Sinds november 2022 voerde het Europees Parlement een onderzoek naar Assita Kanko vanwege psychologische intimidatie van medewerkers en de toxische werksfeer die op haar kantoor zou heersen. Het onderzoek kwam er na een klacht van een voormalige medewerker. In juli 2023 werd de klacht tegen Kanko geseponeerd.
Bij de Europese verkiezingen van juni 2024 bekleedde Kanko opnieuw de tweede plaats op de N-VA-lijst. Met een persoonlijke score van 76.943 stemmen werd ze verkozen voor een tweede termijn in de Europese assemblee. Zij werd opnieuw lid van de commissie Burgerlijke Vrijheden, Justitie en Binnenlandse Zaken en de delegatie voor de betrekkingen met de VS en bleef ook ondervoorzitter van de ECR-fractie en plaatsvervangend lid van de commissie Buitenlandse Zaken, maar werd nu ook vast lid van de commissie Vrouwenrechten en Gendergelijkheid en plaatsvervanger in de Delegatie van de Parlementaire Vergadering Afrika-Europa.
Bij de lokale verkiezingen van oktober 2024 was ze lijstduwer voor de N-VA in Vilvoorde. Kanko werd niet rechtstreeks verkozen, maar kwam per opvolging in december 2024 toch in de gemeenteraad terecht. In de zomer van 2025 plant ze te verhuizen naar Middelkerke.
Kanko is sinds 2016 tevens columniste bij De Standaard en sinds 2022 ook bij De Telegraaf.

## Prijzen
In 2017 kreeg Kanko de Ebbenhouten Spoor van de N-VA, nog voor ze er lid van werd. De partij geeft deze erkenning elk jaar aan een verdienstelijke nieuwe Vlaming. Algemeen secretaris van de N-VA Louis Ide verantwoordde de prijs als volgt: "Als politica brengt ze een verhaal over veiligheid, over economie, over onderwijs dat een verademing is in Franstalig België. Als schrijfster geeft haar verhaal kracht aan vrouwelijke migranten om zich voor een stuk te onttrekken aan de sociale dwang die ze dikwijls nog binnen hun eigen gemeenschap ondervinden en zo hier echt een nieuw leven op te bouwen."